# Azgour
Azgour (en àrab أزكور, Azgūr; en amazic ⴰⵣⴳⵓⵔ) és una comuna rural de la província d'Al Haouz, a la regió de Marràqueix-Safi, al Marroc. Segons el cens de 2014 tenia una població total de 6.865 persones.